# Caviaga
Caviaga ist eine Fraktion der Gemeinde Cavenago d’Adda. 2001 zählte Caviaga 376 Einwohner.
Das kleine Bauerndorf wurde zum ersten Mal 1225 erwähnt.
Vorher eine selbständige Gemeinde, wurde es in der napoleonischen Ära (1809–1816) Ortsteil von San Martino in Strada, und gewann seine Autonomie durch die Gründung des Königreichs Lombardo-Venetien zurück.
Im Jahre 1841 wurde das Dorf Muzza Piacentina nach Caviaga eingemeindet.
Zur Zeit der Einigung Italiens (1861) hatte die Gemeinde Caviaga 797 Einwohner. 1869 wurde sie nach Cavenago eingemeindet.
Nach dem Zweiten Weltkrieg wurden bei Caviaga wichtige Reserven von Erdgas entdeckt. Das Zentrum wurde eine Zentrale von Agip.